# Udmurtia
Cộng hòa Udmurt (tiếng Nga: Удму́ртская Pеспу́блика; tiếng Udmurt: Удмурт Республика) hay Udmurtia (Удму́ртия) là một chủ thể liên bang của Nga (một nước cộng hòa). Diện tích nước cộng hòa này là 42.000 km² với dân số 1.600.000. Thủ đô là Izhevsk.

## Hành chính

Bản đồ Udmurtia

- Izhevsk
- Alnashsky
- Balezinsky
- Debyossky
- Glazovsky
- Grakhovsky
- Irginsky
- Kambarsky
- Karakulinsky
- Kezsky
- Kiyasovsky
- Kiznersky
- Krasnogorsky
- Malopurginsky
- Mozhginsky
- Sarapulsky
- Seltinsky
- Sharkansky
- Syuminsky
- Uvinsky
- Yakshur-Bodyinsky
- Yarsky
- Yukamensky
- Zavyalovsky

## Liên kết
- (tiếng Nga) (tiếng Anh) Official website of the Udmurt Republic Lưu trữ ngày 14 tháng 10 năm 2018 tại Wayback Machine
- (tiếng Anh) (tiếng Nga) Official website of the Izhevsk State Medical Academy Lưu trữ ngày 7 tháng 1 năm 2022 tại Wayback Machine
- (tiếng Nga) Official website of the State Council of Udmurtia Lưu trữ ngày 20 tháng 1 năm 2012 tại Wayback Machine
- (tiếng Nga) Official website of the Izhevsk State Technical University
- Official website of the Udmurt State University Lưu trữ ngày 30 tháng 4 năm 2012 tại Wayback Machine
- (tiếng Nga) (tiếng Udmurtia) (tiếng Anh) National Library of Udmurt Republic